# Слон (деревня)
Слон — опустевшая деревня в Буйском районе Костромской области. Входит в состав Центрального сельского поселения.

## География
Находится в западной части Костромской области на расстоянии приблизительно 18 км на юго-запад по прямой от районного центра города Буй на правобережье Костромы.

## История
В 1872 году здесь было учтено 14 дворов, в 1907 году — 40.

## Население
Постоянное население составляло 117 человек (1872 год), 201 (1897), 222 (1907), 0 как в 2002 году, так и в 2022.